# Valentin Vermeersch
Valentin Vermeersch (Brugge, 18 maart 1937 – Knokke, 28 mei 2020) was een Belgisch kunsthistoricus en museumdirecteur.

## Levensloop
Vermeersch bracht zijn jeugd door in Knokke. Hij promoveerde aan de Rijksuniversiteit Gent eerst tot licentiaat en vervolgens tot doctor in de kunstgeschiedenis en oudheidkunde (1971).
In 1960 werd hij wetenschappelijk medewerker bij het Oudheidkundig Museum van de Bijloke. In 1963 werd hij assistent aan de Rijksuniversiteit Gent.
In 1964 werd hij adjunct-conservator van de stedelijke musea van de stad Brugge, in 1972 werd hij conservator en in 1980 hoofdconservator, in opvolging van Aquilin Janssens de Bisthoven en dit tot aan zijn pensioen in 2000. Hij had zijn aandeel in de verdere uitbouw van de verschillende Brugse stedelijke musea, onder meer van het Gruuthusemuseum.
Daarnaast was hij een actief auteur van publicaties, zowel in de Brugse geschiedkundige tijdschriften als in afzonderlijke, vaak prestigieuze, boekwerken.

## Publicaties
- Gids voor het Gruuthusemuseum, Brugge, 1969.
- Brugges' Kunstbezit, 2 volumes, Brugge, 1969 en 1972.
- Roger Bonduel, in: Ons Erfdeel, 1975.
- Grafmonumenten te Brugge voor 1578, Brugge, Raaklijn, 3 volumes, 1976.
- Zilver en Wandtapijten, Brugge, 1980.
- Brugge, duizend jaar kunst, Antwerpen, Mercatorfonds, 1981.
- (red.) Brugge en de Zee, Antwerpen, Mercatorfonds, 1982.
- (red.) Bruges and the Sea, Antwerpen, Mercatorfonds, 1982.
- (red.) De Genuese Loge. Van Natiehuis tot Bankinstelling, Brugge, 1983.
- (samen met Herman Liebaers, Leon Voet, Frans Baudouin, Robert Hozee) Vlaamse Kunst van de oorsprong tot heden, Antwerpen, Mercatorfonds, 1985.
- (red.) De Gouden Poort, Brugge, 1989.
- Alle musea van Brugge, Brugge, 1992.
- (red.) Brugge en Europa, Antwerpen, Mercatorfonds, 1999.
- (red.) Bruges and Europe, Antwerpen, Mercatorfonds, 1999.
- (red.) Steden in Europa - Brugge, Antwerpen, Mercatorfonds, 2002.